# Cian Harries
Cian William Thomas Harries (Birmingham, 1º aprile 1997) è un calciatore gallese, difensore del Woking.

## Caratteristiche tecniche
È un difensore centrale.

## Carriera

### Club
Ha giocato nella prima divisione olandese e nella seconda divisione inglese.

### Nazionale
Il 5 ottobre 2017 ha esordito con la nazionale Under-21 gallese disputando il match di qualificazione per gli Europei del 2019 vinto 3-1 contro il Liechtenstein.